# Bunny re del sabato grasso
Bunny re del sabato grasso (The Misadventures of a Mighty Monarch) è un cortometraggio muto del 1914 diretto da George D. Baker.

## Produzione
Il film fu prodotto dalla Vitagraph Company of America.

## Distribuzione
Distribuito dalla General Film Company, il film - un cortometraggio in una bobina - uscì nelle sale cinematografiche statunitensi il 2 gennaio 1914. In Italia, venne distribuito dalla Ferrari dopo aver ottenuto il visto di censura 2707 nel febbraio 1914.